# Механические свойства волокон
Механические свойства волокон — комплекс характеристик, определяющих механическое поведение волокон при действии на них внешних сил.

## Описание
Для изучения механических свойств и определения механических характеристик волокон проводят по определенным методикам механические испытания, которые различаются типом деформации и режимом нагружения. Выбор метода испытаний определяется целями и типом исследуемых волокон. Для волокон наиболее важными механическими свойствами являются: модуль Юнга в направлении оси волокна, прочность, ползучесть, а также соответствующие удельные величины: характеристики, отнесенные к плотности волокна.
Модуль Юнга волокна определяется природой материала, кристаллографической ориентацией (для монокристаллических волокон) и текстурой поликристаллических волокон. Модуль Юнга углеволокна, например, изменяется в широких пределах (от 150 до 800 ГПа), в зависимости от ориентации графитовых плоскостей относительно оси волокна. Модуль Юнга практически не зависит от взаимодействия волокна и матрицы и определяется испытанием на отдельных волокнах по углу наклона кривой деформирования образца при растяжении либо по частоте собственных колебаний образца.
Прочность волокна (как правило, хрупкого) σ определяется дефектами его структуры и описывается вейбулловой статистикой, поэтому вероятность разрушения волокна длиной L равна
{\displaystyle P(\sigma ,L)=1-\exp {\left(-{\frac {L\sigma ^{\beta }}{L_{0}\sigma _{0}^{\beta }}}\right)},}
где σ0 и β — константы, а L0 — параметр, связанный с константой σ0. Первый момент этого распределения даёт среднюю прочность волокна длиной L:
{\displaystyle \langle \sigma (L)\rangle =\sigma _{0}\left({\frac {L_{0}}{L}}\right)^{1/\beta }\Gamma \left(1+{\frac {1}{\beta }}\right),}
где Γ(·) обозначает гамма-функцию. Стандартное отклонение D определяется через второй момент
{\displaystyle D=\sigma _{0}\left({\frac {L_{0}}{L}}\right)^{1/\beta }{\sqrt {\Gamma \left(1+{\frac {2}{\beta }}\right)-\Gamma ^{2}\left(1+{\frac {1}{\beta }}\right)}}.}
Коэффициент вариации прочности {\displaystyle k=D/\langle \sigma (L)\rangle } зависит только от величины β. Отношение величин средней прочности волокон с длинами L1 и L2 составляет
{\displaystyle {\frac {\langle \sigma (L_{1})\rangle }{\langle \sigma (L_{2})\rangle }}=\left({\frac {L_{1}}{L_{2}}}\right)^{-1/\beta }.}
Эффективная прочность волокна в композите может существенно отличаться от прочности отдельных волокон, испытанных тем или иным способом. В связи с этим определять характеристики прочности волокон целесообразно путём испытаний специальным образом подготовленных образцов композитов.
Сопротивление ползучести волокна определяют на заданной временной базе (как правило, 102-105 ч) по фиксированной величине деформации ползучести (обычно 0,5-1 %). Испытание на ползучесть отдельных волокон — длительный процесс, поэтому для оценки этой характеристики применяют упрощенные методы. К ним относится, например, измерение остаточной кривизны волокна, закрепленного на жестком цилиндре, в течение определенного времени при заданной температуре.